# Idioma koyukón
El idioma koyukón es una lengua que forma parte del conjunto de las lenguas atabascanas de Alaska central-Yukón, dentro de la familia lingüística na-dené. Esta lengua es hablada en el curso medio del Yukón y a lo largo de la ribera del Koyukuk, en el territorio de Alaska (Estados Unidos). De acuerdo con el censo estadounidense de 2000, esta lengua era hablada en ese año por una centena de personas; cinco años antes se habían contabilizado alrededor de 300 hablantes del koyukón. Se calcula que la población étnica koyukón es de 2300 personas, las nuevas generaciones están sustituyendo la lengua nativa por el idioma inglés, de modo que el koyukón es hablado por personas de las generaciones más antiguas.

## Clasificación
El koyukón es una lengua na-dené, ubicada dentro de la agrupación de las lenguas atabascanas de Alaska central-Yukón, conjunto que a su vez forma parte del grupo de lenguas atabascanas septentrionales. Las lenguas más cercanamente emparentadas al koyukón son el deg xinag y el holikachuk. El koyukón tiene tres dialectos: alto, central y bajo.

## Distribución geográfica
Los hablantes del koyukón se asientan en once aldeas localizadas en el norte de Alaska, en torno al curso de los ríos Koyukuk y Yukón. La comunidad lingüística koyukón cubre un territorio mayor que cualquier otro pueblo hablante de lenguas atabascanas en Alaska.

## Fonología
En la tabla siguiente se presentan los fonemas propios del dialecto koyukón central. Esta variedad de la lengua presenta algunas pequeñas diferencias con respecto a los otros dialectos koyukón. En el koyukón bajo, /m/ nunca se articula como [b]. Algunas fricativas se articulan distinto entre los hablantes del koyukón alto respecto a las otras variedades. Los hablantes de koyukón alto no distinguen entre /ʉ/ y /u/.

### Consonantes
|                      |           | Bilabial | Alveolar | Alveolar | Alveolar | Palatal | Velar | Uvular | Glotal |
| Central              | Sibilante | Bilabial | Lateral  |          |          | Palatal | Velar | Uvular | Glotal |
| -------------------- | --------- | -------- | -------- | -------- | -------- | ------- | ----- | ------ | ------ |
| Plosivas y africadas | Planas    | p        | t        | ts       | tɬ       |         | k     | q      | ʔ      |
| Plosivas y africadas | Aspiradas |          | tʰ       | tsʰ      | tɬʰ      |         | kʰ    | qʰ     |        |
| Plosivas y africadas | eyectiva  |          | tʼ       | tsʼ      | tɬʼ      |         | kʼ    | qʼ     |        |
| Fricativas           | Sonoras   |          |          | z        |          |         | ɣ     |        |        |
| Fricativas           | Sordas    |          |          | s        |          |         | x     |        | h      |
| Sonantes             | Sonoras   | m        | n        |          | l        | j       |       |        |        |
| Sonantes             | Sordas    |          | n̥        |          | l̥        | ȷ̊       |       |        |        |

### Vocales
|              | Cortas  | Cortas    | Cortas   | Largas  | Largas    | Largas |
| ------------ | ------- | --------- | -------- | ------- | --------- | ------ |
| anterior     | central | posterior | anterior | central | posterior |        |
| cerradas     | ɵ       |           | ʊ        | ɔ       |           | u      |
| semiabiertas |         | ə         |          | i       |           | æ      |

## Muestra léxica
| GLOSA    | Koyukón         |
| -------- | --------------- |
| 'uno'    | k'eeł           |
| 'dos'    | neteekk'ee      |
| 'tres'   | tokk'ee         |
| 'cuatro' | denk'ee         |
| 'cinco'  | k'eełts'ednaale |
| 'hombre' | denaa           |
| 'mujer'  | sołt'aanh       |
| 'Sol'    | so              |
| 'Luna'   | dołt'ol         |
| 'agua'   | too             |